# Nati nel 1913/Maggio
| Questa pagina contiene informazioni ricavate automaticamente dalle voci biografiche con l'ausilio del template Bio e di un bot. L'aggiornamento è periodico e automatico e ricostruisce completamente la pagina. Se manca una persona in questa lista, sei pregato di non aggiungerla, ma accertati piuttosto che la sua voce biografica contenga il template Bio e che i dati anagrafici siano correttamente compilati. Se il template Bio manca, inseriscilo tu stesso o, in alternativa, metti l'avviso {{tmp\|Bio}} che ne segnala la mancanza. Se i dati riportati sono sbagliati, correggi direttamente la voce biografica; le modifiche saranno visibili in questa lista entro pochi giorni. Per chiarimenti vedi il progetto biografie. La lista contiene solo le 143 persone che sono citate nell'enciclopedia e per le quali è stato implementato correttamente il template Bio. Pagina aggiornata al 2 giu 2025. |

- 1º maggio - Florence Bell, biofisica e biochimica britannica († 2000)
- 1º maggio - Alfred Kienzle, pallanuotista tedesco († 1940)
- 1º maggio - Paul Donald MacLean, medico e neuroscienziato statunitense († 2007)
- 1º maggio - Riccardo Manzi, vignettista e pittore italiano († 1991)
- 1º maggio - Balraj Sahni, attore indiano († 1973)
- 2 maggio - Pietro Frua, imprenditore e designer italiano († 1983)
- 3 maggio - Walter William Curtis, vescovo cattolico statunitense († 1997)
- 3 maggio - William Inge, drammaturgo, sceneggiatore e scrittore statunitense († 1973)
- 3 maggio - Heinz Kohut, medico|Attività2 = psicoanalista austriaco († 1981)
- 3 maggio - René Küss, medico francese († 2006)
- 3 maggio - Red Malackany, cestista statunitense († 1983)
- 3 maggio - Auguste Mallet, ciclista su strada francese († 1946)
- 3 maggio - Elio Morri, scultore italiano († 1992)
- 3 maggio - Albert Perikel, ciclista su strada belga († 1989)
- 3 maggio - Costantino Sala, calciatore italiano († 1999)
- 3 maggio - Ugo Sissa, architetto, designer e archeologo italiano († 1980)
- 4 maggio - Walter Binni, critico letterario, politico e italianista italiano († 1997)
- 4 maggio - Pericle Fazzini, artista, scultore e pittore italiano († 1987)
- 4 maggio - Ibram Lassaw, scultore statunitense († 2003)
- 4 maggio - Antonio López Herranz, calciatore e allenatore di calcio spagnolo († 1959)
- 4 maggio - Agnelo Rossi, cardinale e arcivescovo cattolico brasiliano († 1995)
- 4 maggio - Caterina di Grecia, principessa greca († 2007)
- 5 maggio - Agustín Barboza, cantautore, chitarrista e compositore paraguaiano († 1974)
- 5 maggio - Duane Carter, pilota automobilistico statunitense († 1993)
- 5 maggio - Iosif Grigulevič, agente segreto sovietico († 1988)
- 5 maggio - Bill Haarlow, cestista statunitense († 2003)
- 5 maggio - Christoph von Hartungen, partigiano e militare italiano
- 5 maggio - Belgrado Pedrini, partigiano, anarchico e scrittore italiano († 1979)
- 5 maggio - Giulio Scarnicci, sceneggiatore italiano († 1973)
- 5 maggio - Valdeko Valdmäe, cestista e pallavolista estone († 2001)
- 6 maggio - Carmen Cavallaro, pianista statunitense († 1989)
- 6 maggio - Stewart Granger, attore britannico († 1993)
- 6 maggio - Suzanne Labin, scrittrice e politologa francese († 2001)
- 7 maggio - Simon Ramo, ingegnere e imprenditore statunitense († 2016)
- 8 maggio - Robert Clampett, regista e animatore statunitense († 1984)
- 8 maggio - André Gardère, schermidore francese († 1977)
- 8 maggio - Luciano Charles Scorsese, attore statunitense († 1993)
- 8 maggio - Fritzie Zivic, pugile statunitense († 1984)
- 9 maggio - Alo Suurna, cestista estone († 2008)
- 10 maggio - Aligi Barducci, militare e partigiano italiano († 1944)
- 10 maggio - Antonio Arias Bernal, fumettista messicano († 1960)
- 10 maggio - Maria Dominiani, attrice italiana († 1993)
- 10 maggio - Mohamed Geisa, sollevatore egiziano († 2003)
- 10 maggio - Raffaele Manardi, bobbista italiano († 1975)
- 10 maggio - Jean Orcibal, storico francese († 1991)
- 10 maggio - Kees Pellenaars, ciclista su strada olandese († 1988)
- 11 maggio - Ezio Cecchi, ciclista su strada italiano († 1984)
- 11 maggio - Robert Jungk, giornalista e saggista austriaco († 1994)
- 11 maggio - Helmut Rosenbaum, militare tedesco († 1944)
- 11 maggio - Andrej Severnyj, astrofisico russo († 1987)
- 12 maggio - Igor' Zacharovič Bondarevskij, scacchista sovietico († 1979)
- 12 maggio - Jamelão, cantante brasiliano († 2008)
- 12 maggio - Giorgio Macerata, schermidore italiano
- 12 maggio - Barrington Moore, sociologo statunitense († 2005)
- 13 maggio - Antonio Cazzanelli, calciatore italiano († 1986)
- 13 maggio - Theo Helfrich, pilota automobilistico tedesco († 1978)
- 13 maggio - William R. Tolbert Jr., politico liberiano († 1980)
- 13 maggio - Antonio Leonviola, regista cinematografico e sceneggiatore italiano († 1995)
- 13 maggio - Angelo Zambarbieri, vescovo cattolico italiano († 1970)
- 14 maggio - Kōnstantinos Apostolou Doxiadīs, architetto greco († 1975)
- 14 maggio - Sidney Spence Culbert, esperantista statunitense († 2003)
- 14 maggio - Robert Duis, cestista tedesco († 1991)
- 14 maggio - Adolfo Giuntoli, calciatore italiano († 1981)
- 14 maggio - Elio Grolli, allenatore di calcio e calciatore italiano († 2001)
- 15 maggio - Fabrizio Clerici, pittore, scenografo e costumista italiano († 1993)
- 15 maggio - André De Toth, regista, sceneggiatore e drammaturgo ungherese († 2002)
- 15 maggio - Alvaro Mairani, fumettista italiano († 1997)
- 16 maggio - Gheorghe Apostol, politico rumeno († 2010)
- 16 maggio - Sebastiano Baggio, cardinale e arcivescovo cattolico italiano († 1993)
- 16 maggio - Gino Favini, calciatore italiano
- 16 maggio - Woody Herman, clarinettista, sassofonista e cantante statunitense († 1987)
- 17 maggio - Waldemar de Brito, calciatore brasiliano († 1979)
- 17 maggio - Hans Multhopp, ingegnere aeronautico tedesco († 1972)
- 17 maggio - Hans Ruesch, pilota automobilistico, scrittore e editore svizzero († 2007)
- 18 maggio - Renzo Bettini, calciatore e allenatore di calcio italiano († 1954)
- 18 maggio - Nicolás Gómez Dávila, scrittore, filosofo e aforista colombiano († 1994)
- 18 maggio - Joachim Hamann, militare tedesco († 1945)
- 18 maggio - Mary Howard, attrice statunitense († 2009)
- 18 maggio - Charles Trenet, cantautore e paroliere francese († 2001)
- 19 maggio - Franz Keller, psicologo, attivista e scrittore svizzero († 1991)
- 19 maggio - Neelam Sanjiva Reddy, politico indiano († 1986)
- 19 maggio - Morrnah Simeona, personalità religiosa statunitense († 1992)
- 19 maggio - Carlo Vittorio di Wied, nobile albanese († 1973)
- 20 maggio - Teodoro Fernández, calciatore peruviano († 1996)
- 20 maggio - Juan Gimeno, ciclista su strada spagnolo († 1998)
- 20 maggio - Bill Hewlett, imprenditore e ingegnere statunitense († 2001)
- 20 maggio - Émile Jonassaint, politico haitiano († 1995)
- 20 maggio - Armando Latini, ciclista su strada e pistard italiano († 1966)
- 20 maggio - Bruno Pirazzoli, cestista italiano († 1999)
- 20 maggio - Isaak Pomerančuk, fisico sovietico († 1966)
- 20 maggio - Carlo Stagno d'Alcontres, politico italiano († 1981)
- 20 maggio - Jan Truhlář, calciatore cecoslovacco († 1982)
- 21 maggio - Titta Arista, conduttore radiofonico e giornalista italiano († 1990)
- 21 maggio - Raymond Hamilton, criminale statunitense († 1935)
- 21 maggio - Suzan Kahramaner, matematica turca († 2006)
- 21 maggio - Luigi Mariotti, militare e aviatore italiano († 1944)
- 21 maggio - Carlo Mussa Ivaldi Vercelli, fisico, politico e partigiano italiano († 1989)
- 21 maggio - Zvonimir Požega, calciatore jugoslavo († 1941)
- 22 maggio - Rafael Gil, regista e sceneggiatore spagnolo († 1986)
- 22 maggio - František Jílek, direttore d'orchestra ceco († 1993)
- 22 maggio - Dominique Rolin, scrittrice belga († 2012)
- 22 maggio - Carolina Tronconi, ginnasta italiana († 2008)
- 23 maggio - Erich Bautz, ciclista su strada e pistard tedesco († 1986)
- 23 maggio - Lino Beccati, militare italiano († 1999)
- 23 maggio - Carlos Borja, cestista messicano († 1982)
- 23 maggio - Jenő Brandi, pallanuotista ungherese († 1980)
- 23 maggio - Horst Günter, baritono tedesco († 2013)
- 23 maggio - Pranas Talzūnas, cestista statunitense († 1984)
- 24 maggio - Audrey Brown, velocista britannica († 2005)
- 24 maggio - Willi Daume, cestista, dirigente sportivo e imprenditore tedesco († 1996)
- 25 maggio - Domingo Bertolo, calciatore argentino
- 25 maggio - Ilario Garlini, partigiano, militare e imprenditore italiano († 2004)
- 25 maggio - Donald Duart Maclean, diplomatico e agente segreto britannico († 1983)
- 25 maggio - Benjamin Melniker, produttore cinematografico statunitense († 2018)
- 25 maggio - Elmar Schäfer, militare e aviatore tedesco († 1983)
- 25 maggio - Lee Sholem, regista statunitense († 2000)
- 26 maggio - Peter Cushing, attore britannico († 1994)
- 26 maggio - Pierre Daninos, scrittore e umorista francese († 2005)
- 26 maggio - Al Hubbard, fumettista statunitense († 1984)
- 26 maggio - Josef Manger, sollevatore tedesco († 1991)
- 26 maggio - Hervarth Frass von Friedenfeldt, schermidore cecoslovacco († 1941)
- 27 maggio - Franca Brambilla Ageno, filologa e italianista italiana († 1995)
- 27 maggio - Willie Best, attore statunitense († 1962)
- 27 maggio - Robert Borg, cavaliere statunitense († 2005)
- 27 maggio - Vicente Calderón Pérez-Cavada, imprenditore, banchiere e dirigente sportivo spagnolo († 1987)
- 27 maggio - Bruno Ciuffarin, calciatore italiano († 1955)
- 27 maggio - Giulio Liberati, calciatore italiano († 1992)
- 27 maggio - Amílcar Mesa, cestista uruguaiano († 2003)
- 27 maggio - Aurelio Robotti, ingegnere italiano († 1994)
- 27 maggio - Wols, pittore, fotografo e grafico tedesco († 1951)
- 27 maggio - José Vela Zanetti, pittore spagnolo († 1999)
- 28 maggio - Marko Feingold, imprenditore austriaco († 2019)
- 28 maggio - May Swenson, poetessa, drammaturga e traduttrice statunitense († 1989)
- 29 maggio - Marco Diener, nuotatore e pallanuotista francese († 1965)
- 29 maggio - Hökümə Qurbanova, attrice azera († 1988)
- 29 maggio - Tony Zale, pugile statunitense († 1997)
- 30 maggio - Irv Brenner, cestista statunitense († 1991)
- 30 maggio - Géza Kalocsay, allenatore di calcio e calciatore cecoslovacco († 2008)
- 30 maggio - Abe Simon, pugile statunitense († 1969)
- 31 maggio - Umberto Ortolani, avvocato, imprenditore e dirigente pubblico italiano († 2002)
- 31 maggio - Lieselotte Plangger-Popp, pittrice, incisore e illustratrice tedesca († 2002)
- 31 maggio - Giuseppe Schirò, politico italiano († 1988)
- 31 maggio - Constantin Silvestri, direttore d'orchestra e compositore rumeno († 1969)